# Komet LINEAR-Mueller
Komet LINEAR-Mueller ali 188P/LINEAR-Mueller je periodični komet z obhodno dobo okoli 9,1 let.

 Komet pripada Jupitrovi družini kometov .

## Odkritje[3]
Prva je objavila odkritje 17. oktobra 1998 ameriška astronomka Jean Mueller. Našla ga je na plošči, ki jo je posnela 14. oktobra v okviru programa Palomar Outer System Ecliptic Survey. Pozneje so opazili, da se njegova pot ujema s potjo asteroida, ki so ga našli v programu LINEAR. Hitro so ugotovili, da opazujejo isti telesi.

## Lastnosti
Ob odkritju je imal magnitudo med 18 in 17 .